# Heinkel He 113
Le Heinkel He 113 était un avion de chasse allemand fictif de la Seconde Guerre mondiale, créé pour un exercice de propagande et probablement de désinformation. En 1940, le ministre nazi Joseph Goebbels a annoncé l’entrée en service d’un nouvel avion au sein de la Luftwaffe. Des photos du Heinkel He 100 D-1, repeint pour différentes unités fictives, furent publiées sous le nom de He 113. Il était souvent présenté comme un chasseur de nuit, malgré l'absence de lampe d'atterrissage. Des magazines tels que Der Adler le "montraient" en action, prétendant qu’il avait servi au combat au Danemark et en Norvège. On ignore si cette campagne visait les renseignements étrangers ou le public allemand, mais elle fut efficace. Le He 113 fut inclus dans des rapports de la RAF et des interceptions et abattages furent signalés durant les premières années du conflit.

## Caractéristiques fictives
Caractéristiques : Valeurs
- Équipage : 1
- Longueur : 8,2 m
- Envergure : 9,42 m
- Hauteur : 3,6 m (queue relevée en position de vol)
- Surface alaire : 14,6 m²
- Masse à vide : 1 810 kg
- Masse maximale au décollage : 2 500 kg
- Moteur : 1 × Daimler-Benz DB 601M, moteur à piston V-12 inversé à injection directe, suralimenté et refroidi par liquide
- Puissance du moteur : 876 kW
- Hélice : Hélice à vitesse constante, 3 pales
- Vitesse maximale : 670 km/h à 5 000 m
- Plafond pratique : 11 000 m
- Autonomie : 1 010 km
- Montée : 2 000 m en 2,2 minutes
- Armement : 
- 1 × canon MG FF de 20 mm monté dans le moteur en tant que Motorkanone
- 2 × mitrailleuses MG 17 de 7,92 mm